# Campionatul republican de handbal feminin categoria A 1979-1980
Campionatul republican de handbal feminin categoria A 1979-1980 a fost a 22-a ediție a primului eșalon valoric al campionatului național de handbal feminin românesc, denumit la acea vreme Campionatul republican categoria A feminin. Competiția a fost organizată de Federația Română de Handbal (FRH).
Ediția 1979-1980 a campionatului republican a fost câștigată de CS Știința Bacău, echipă antrenată de Eugen Bartha și Alexandru Mengoni. Confecția București și Hidrotehnica Constanța, clasate pe ultimele două locuri, au retrogradat.

## Clasament
Clasamentul final
| Loc | Echipa                  | J  | V  | E | Î  | GM  | GP  | DG   | P  | Promovare sau retrogradare  |
| --- | ----------------------- | -- | -- | - | -- | --- | --- | ---- | -- | --------------------------- |
| 1   | CS Știința Bacău        | 18 | 13 | 0 | 5  | 265 | 213 | + 52 | 26 |                             |
| 2   | Mureșul Târgu Mureș     | 18 | 8  | 3 | 7  | 258 | 254 | + 4  | 19 |                             |
| 3   | Constructorul Baia Mare | 18 | 8  | 2 | 8  | 223 | 223 | 0    | 18 |                             |
| 4   | Universitatea Cluj      | 18 | 8  | 2 | 8  | 227 | 260 | − 33 | 18 |                             |
| 5   | Progresul București     | 18 | 7  | 4 | 7  | 178 | 193 | − 15 | 18 |                             |
| 6   | TEROM Iași              | 18 | 8  | 1 | 9  | 243 | 257 | − 14 | 17 |                             |
| 7   | Universitatea Timișoara | 18 | 8  | 0 | 10 | 232 | 229 | + 3  | 16 |                             |
| 8   | Rulmentul Brașov        | 18 | 7  | 2 | 9  | 230 | 232 | − 2  | 16 |                             |
| ▼9  | Confecția București     | 18 | 6  | 4 | 8  | 217 | 212 | + 5  | 16 | Retrogradate în Categoria B |
| ▼10 | Hidrotehnica Constanța  | 18 | 6  | 4 | 8  | 221 | 221 | 0    | 16 | Retrogradate în Categoria B |